# Traficul de migranți în Marea Mediterană

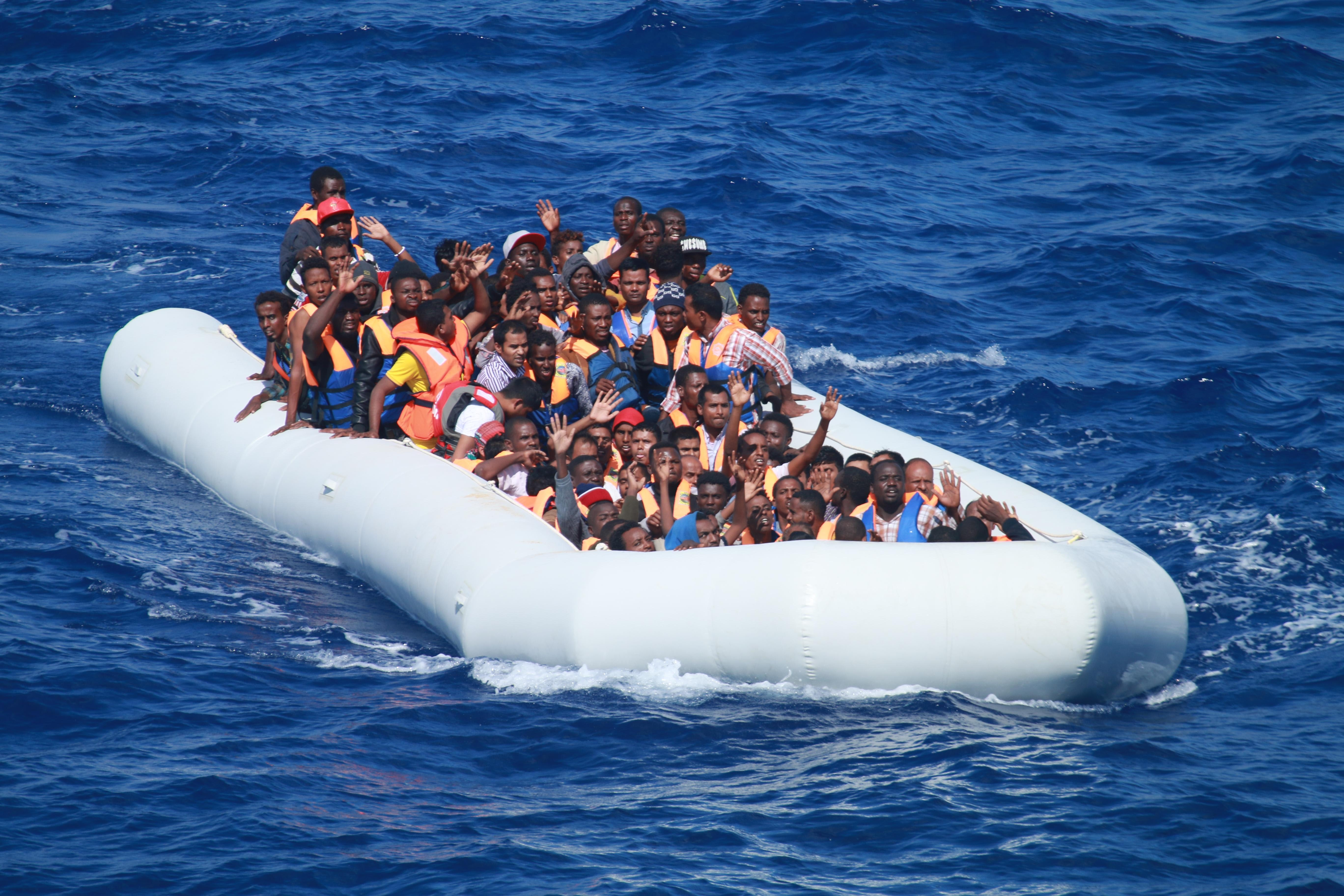
Migranți la bordul unei ambarcațiuni gonflabile în Marea Mediterană în 2013

În conformitate cu Organizația Națiunilor Unite, traficul de persoane este definit ca fiind „obținerea, în scopul de a avea, direct sau indirect, un beneficiu financiar sau un alt beneficiu material, intrării ilegale a unei persoane într-un stat parte al cărui resortisant sau rezident permanent nu este”.
Termenul „trafic de migranți” este adesea utilizat în mod interschimbabil cu „trafic de persoane” și urmează aceeași definiție oferită de Organizația Națiunilor Unite.
Traficul de migranți este o infracțiune albastră, adică o formă de criminalitate organizată transnațională pe mare. Mai precis, aceasta reprezintă un tip de criminalitate albastră care implică fluxuri infracționale prin introducerea ilegală și circulația maritimă a persoanelor.
Migrația ilegală nu este considerată o infracțiune albastră, deoarece nu este neapărat organizată. Cu toate acestea, atunci când implică introducerea ilegală de migranți, ea poate intra în această categorie. Migrația neregulamentară prin Marea Mediterană este adesea facilitată de contrabandiști, ale căror activități variază în ceea ce privește organizarea, amploarea și metodele. Aceștia pot varia de la grupuri mici de indivizi la rețele transnaționale mari. Traficul de migranți este, prin urmare, strâns legat de migrația ilegală, deoarece contrabandiștii oferă mijloace de transport persoanelor care încearcă să traverseze Marea Mediterană prin rute adesea periculoase. Fluxul de trafic de migranți este, prin urmare, afectat de tendințele migrației ilegale și ale refugiaților.
În timp ce fluxurile de migrație au apărut și au dispărut de-a lungul istoriei, cifrele actuale privind mișcările umane sunt fără precedent. Factorii geografici, economici și demografici creează modele și rute de migrație distincte de-a lungul timpului. În 2020, existau 281 de milioane de migranți internaționali în întreaga lume, reprezentând 3,6% din populația globală. Deși acesta este un procent mic din populația totală, numărul persoanelor care locuiesc în alte state decât cele în care s-au născut s-a triplat din 1970.
Traversările Mării Mediterane sunt în mod obișnuit împărțite în patru rute principale: ruta est-mediteraneană, cu plecări din Turcia către Grecia, Cipru sau Bulgaria; ruta central-mediteraneană din Algeria, Egipt, Libia și Tunisia către Italia și Malta; ruta vest-mediteraneană din Algeria și Maroc către Spania – excluzând Insulele Canare; și ruta vest-africană din Senegal, Mauritania, Maroc și Sahara Occidentală către Insulele Canare. Cele două rute vestice sunt adesea grupate împreună și denumite colectiv ruta vestică.
De la criza migrației din 2015, ruta central-mediteraneană a fost declarată cea mai periculoasă rută de migrație din lume. Peste 20.000 de migranți au murit sau au dispărut pe rutele mediteraneene între 2014 și 2022. În 2024, aproape 208 000 de migranți ilegali au traversat Marea Mediterană și au ajuns în Europa, dintre care 70 664 prin ruta vestică, 70 295 prin ruta estică și 66 855 prin ruta centrală. Această cifră reprezintă o scădere față de peste 275 000 de sosiri în 2023. Din mai 2025, un total de 41 875 de migranți au sosit pe cele trei rute mediteraneene principale.

## Criza migrației din 2015
Peste 1,3 milioane de migranți au ajuns pe coastele europene numai în 2015, iar peste 3 500 de persoane au murit încercând să traverseze marea. Numărul deceselor este probabil mult mai mare, deoarece se presupune că există un număr mare de persoane ale căror corpuri nu au fost niciodată recuperate din mare. Mai mult de 75% dintre acești migranți fugeau de conflictele prezente în Siria, Afganistan și Irak. Principalii factori care au contribuit la această situație pot fi urmăriți până în 2011, odată cu începutul Primăverii arabe și al războaielor pe scară largă din Orientul Mijlociu Se estimează că majoritatea acestor traversări au fost facilitate de contrabandiști. Rețelele de contrabandă variază în mărime și capacitate, la fel și metodele pe care le folosesc. De exemplu, pe ruta central-mediteraneeană - care este mai lungă și mai periculoasă decât celelalte rute - sunt adesea folosite nave mai mari. În 2016, peste 1,3 milioane de persoane au solicitat azil în UE, Norvegia și Elveția, ceea ce reprezintă mai mult decât dublul recordului anterior, stabilit în 1992. În 2016, peste 1,3 milioane de persoane au solicitat azil în UE, Norvegia și Elveția, ceea ce a dublat recordul anterior stabilit în 1992.

## Trafic de migranți
În cadrul comunităților de migranți, contrabanda este adesea privită ca un mijloc necesar de a ajunge în siguranță și de a avea oportunități în Europa. Contrabandiștii sunt uneori descriși ca prestatori de servicii, facilitând călătorii pe care, altfel, multe persoane nu le-ar putea realiza pe cont propriu. Dimensiunea migrației prin Marea Mediterană este semnificativă. Majoritatea sosirilor sunt bărbați adulți, deși s-a înregistrat o creștere a numărului de migranți care sunt minori neînsoțiți. Aceste persoane sunt în principal băieți adolescenți, dar un număr mic de fete sunt, de asemenea, trecute clandestin pe aceste rute în fiecare an.
Profilul contrabandiștilor este divers, variind de la grupuri locale la rețele transnaționale mai mari care se bazează adesea pe acorduri generale pentru a facilita cooperarea dintre ele. Deși afacerea este dominată de bărbați, femeile joacă, de asemenea, roluri importante în recrutare și logistică. Taxele pentru serviciile de contrabandă variază în funcție de factori precum cetățenia, sexul, vârsta și statutul economic perceput. Prețul unei călătorii variază de la câteva sute la mii de euro de persoană. Numai operațiunile de contrabandă din Libia generează sute de milioane de euro anual, ilustrând amploarea acestei piețe subterane legate de traversările Mării Mediterane.
Rețelele de contrabandă demonstrează adaptabilitate și reziliență în fața eforturilor sporite de aplicare a legii, iar dinamica lor internă nu este bine înțeleasă. Aceste rețele sunt extrem de flexibile și funcționează eficient în cadrul unei piețe în continuă schimbare a persoanelor care doresc să fugă din țările lor de origine. Acestea sunt adesea alcătuite din grupuri independente și familiale care colaborează pentru perioade scurte de timp pentru a-și îndeplini sarcina. În timp ce unii migranți folosesc traficanți pentru o anumită etapă a călătoriei lor, alții se bazează pe ei pentru fiecare etapă a acesteia. Serviciile pot include transport, documente falsificate și cazare. Majoritatea migranților plătesc pe măsură ce merg, ceea ce înseamnă că destinația finală nu este predeterminată, iar direcția și ritmul călătoriei lor depind de cât de repede pot plăti pentru ceea ce le cer traficanților. Alții plătesc taxa integrală în avans, în timp ce se află încă în țara lor de origine, după care contrabandistul aranjează călătoria spre Europa.
Un studiu din 2018 evidențiază natura descentralizată a operațiunilor de contrabandă în Marea Mediterană, în special între Libia și insula italiană Lampedusa. Conversațiile interceptate au dezvăluit o rețea de contrabandă care leagă Cornul Africii de Europa de Nord, implicând 292 de persoane. Majoritatea contrabandiștilor erau bărbați și adesea își asumau roluri de „organizatori” sau „ajutori”. Sistemele de plăți erau lipsite de centralizare, bazându-se pe transferuri informale de bani. Rețelele de trafic de migranți sunt, de asemenea, legate de multe alte forme de criminalitate organizată, inclusiv traficul de persoane și spălarea de bani. Din gama de servicii oferite, se estimează că cifra de afaceri anuală din contrabandă a ajuns la 3-6 miliarde EUR numai în 2015, dar unii consideră că cifra este mult mai mare. Structura descentralizată a acestor rețele prezintă provocări semnificative pentru autorități și subliniază necesitatea unor eforturi coordonate, a schimbului de informații, a unor răspunsuri politice la nivel terestru și a cooperării cu țările situate de-a lungul rutelor de contrabandă.

## Actori și răspunsuri
Pentru a răspunde provocărilor reprezentate de migrația neregulamentară și traficul de migranți, actori precum UE, ONU, NATO și Uniunea Africană au implementat diverse măsuri pentru a limita migrația în Marea Mediterană.
În urma crizei migrației din 2015, au fost lansate mai multe operațiuni de securitate maritimă, inclusiv Operațiunea Triton⁠(d) (2014-2018), condusă de Frontex, și Operațiunea Sophia⁠(d) (2015-2020), condusă de UE, cu scopul de a combate rețelele de introducere ilegală de migranți. De atunci, au urmat și alte operațiuni.
Este tipic pentru operațiunile de securitate maritimă să implice mandate care se suprapun, ceea ce este valabil și în Marea Mediterană. Operațiunea Sea Guardian⁠(d) a NATO (2016–prezent) include aplicarea sancțiunilor, operațiuni de căutare și salvare și interdicție împotriva traficului de migranți. Deși rolul NATO este limitat, Operațiunea Sea Guardian are scopul de a sprijini autoritățile UE, turce și grecești în descurajarea rețelelor de contrabandă care operează din Turcia către Europa. Operațiunea actuală a UE, Operațiunea IRINI⁠(d), a înlocuit Operațiunea Sophia și se concentrează pe combaterea traficului de migranți și pe aplicarea embargoului ONU asupra armelor impus Libiei. În martie 2025, Consiliul European a prelungit mandatul Operațiunii IRINI până în 2027.
Rolul Frontex⁠(d) s-a extins după criza migrației din 2015, iar de atunci au fost efectuate mai multe operațiuni comune. Frontex sprijină, de asemenea, coordonarea dintre statele membre ale UE în gestionarea frontierelor externe. Abordarea generală a UE a evoluat pentru a include nu doar patrularea și protecția frontierelor, ci și o strategie mai orientată spre exterior și militarizată, care implică un nivel mai ridicat de capacitate coercitivă pentru a combate atât introducerea ilegală de migranți, cât și traficul de persoane.
Organizațiile neguvernamentale (ONG-uri) sunt, de asemenea, active în domeniul securității maritime în Marea Mediterană, în special în legătură cu migrația neregulamentară și traficul de migranți. ONG-uri precum SOS Méditerranée⁠(d), Médecins Sans Frontières și Sea-Watch⁠(d) au efectuat operațiuni de căutare și salvare. Aceste organizații subliniază obligațiile umanitare și lipsa unei acțiuni suficiente din partea statelor sau a UE ca justificare pentru eforturile lor, argumentând că accentul actual este pus prea mult pe controlul la frontieră, mai degrabă decât pe protejarea vieților vulnerabile pe mare. Unele guverne, însă, susțin că eforturile de salvare conduse de ONG-uri ar putea încuraja, în mod neintenționat, mai mulți migranți să încerce traversări periculoase.
Deși mai mulți actori au luat măsuri pentru a reduce migrația ilegală și a combate contrabanda, aceste măsuri au produs și consecințe neintenționate. Cercetările sugerează că creșterea restricțiilor la frontieră și incriminarea atât a migrației neregulamentare, cât și a traficului de migranți ar putea consolida rețelele de trafic de persoane pe care urmăresc să le desființeze. Pe măsură ce politicile devin mai restrictive, rețelele de contrabandă se adaptează prin dezvoltarea unor structuri mai profesionale și ierarhice, mai bine echipate pentru a gestiona măsurile intensificate de aplicare a legii introduse. În acest fel, traficul de persoane evoluează ca răspuns la, mai degrabă decât în ciuda, controalelor la frontieră mai stricte. Recurgerea la traficanți este adesea un răspuns la lipsa unor căi de migrație sigure, a documentelor legale sau a conștientizării opțiunilor legale. De exemplu, misiunile de căutare și salvare (SAR- Search and Rescue) ale UE au influențat strategiile de contrabandă prin stimularea traficanților să ajungă în zonele SAR, unde migranții puteau fi apoi salvați. Aceste operațiuni au fost criticate pentru că ar putea încuraja traversările riscante ale mării din cauza așteptărilor de salvare. În unele cazuri, statele europene au fost acuzate de respingere pe mare - acțiuni care sunt considerate ilegale și periculoase.
Ca răspuns la provocările continue, UE a adoptat Pactul privind migrația și azilul⁠(d), care a intrat în vigoare în 2024 și va fi aplicabil în 2026. Unul dintre pilonii săi – „Integrarea migrației în parteneriatele internaționale” – include măsuri care vizează în mod specific combaterea traficului de migranți prin intermediul unor parteneriate operaționale anti-contrabandă dedicate și personalizate cu țările partenere și agențiile ONU, vizând traficul de persoane în regiuni cheie. Un alt element al acestui pilon este prevenirea migrației neregulamentare, care include și o cooperare consolidată cu Frontex.
Atât răspunsurile, cât și criticile continue ilustrează natura controversată a problemei, precum și eforturile continue ale diverșilor actori relevanți de a aborda traficul de migranți prin cooperare internațională și prin politici și măsuri în evoluție.